# Sedona
Sedona je město na hranicích okresů Yavapai County a Coconino County ve státě Arizona ve Spojených státech amerických.
K roku 2010 zde žilo 10 031 obyvatel. S celkovou rozlohou 46 km² byla hustota zalidnění 220 obyvatel na km².
Prvním usedlíkem byl roku 1876 John J. Thompson a v roce 1902 byl založen poštovní úřad. Město bylo pojmenováno podle místní filantropky Sedony Schneblyové.
Město leží v oblasti chaparralu, kde byl vyhlášen Národní les Coconino. Okolí je známé malebnými skalami z červeného pískovce. Byly zde natočeny westerny Johnny Guitar, Poslední vůz a 3:10 Vlak do Yumy. O životě ve městě pojednává film Sedona z roku 2011. Od roku 1994 se zde koná filmový festival. Donna Lorenová nahrála píseň „Sedona“.
Sedona je vyhledávána příslušníky hnutí New Age, podle nichž má místo mimořádnou pozitivní energii, spisovatel José Argüelles zde pořádal meditační setkání.
V roce 1956 byla na skále nad městem postavena kaple Svatého Kříže, kterou navrhli architekti ateliéru Anshen & Allen. Stavba je ukázkou moderní sakrální architektury, patří k divům Arizony a byla zařazena na seznam National Register of Historic Places.